# Rare Americans
Rare Americans sind eine Alternative Rock/Indie-Band aus Vancouver, British Columbia, Kanada, die 2018 gegründet wurde und sechs Alben und mehrere Singles veröffentlicht hat. Besondere Aufmerksamkeit erfahren sie seit ihrer Nominierung zum Breakthrough Group of the Year-Preis der Juno Awards im Jahr 2023.

## Geschichte
Die Band wurde 2018 von den Brüdern James und Jared Priestner während einer Reise in die Karibik gegründet. Heute besteht die Band aus Jared und James Priestner, den Gitarristen Lubo Ivan und Jan Cajka und dem Schlagzeuger Duran Ritz.

## Diskografie

### Studioalben
| Titel                                                | Details |
| ---------------------------------------------------- | --- |
| Rare Americans                                       | - Erschienen: 13. August 2018 - Format: CD, LP, Digitaler Download, Streaming                                 |
| Rare Americans 2                                     | - Erschienen: 5. März 2021 - Format: CD, LP, Digitaler Download, Streaming                                    |
| Jamesy Boy & The Screw Loose Zoo                     | - Erschienen: 19. November 2021 - Label: Crooked City Records - Format: CD, LP, Digitaler Download, Streaming |
| Jamesy Boy & The Screw Loose Zoo (Deluxe)            | - Erschienen: 12. Juli 2022 - Label: Crooked City Records - Format: CD, LP, Digitaler Download, Streaming     |
| You're Not a Bad Person, it's Just a Bad World       | - Erschienen: 21. Juli 2022 - Label: Crooked City Records - Format: CD, LP, Digitaler Download, Streaming     |
| Searching For Strawberries: The Story of Jongo Bongo | - Erschienen: 7. Juli 2023 - Label: Crooked City Records - Format: CD, LP, Digitaler Download, Streaming      |

### Extended plays
| Titel                   | Details                                                                                               |
| ----------------------- | --- |
| Songs That Don't Belong | - Erschienen: 22. Dezember 2022 - Label: Crooked City Records - Format: Digitaler Download, Streaming |

### Singles
| Titel                                     | Erscheinungsjahr | Album                                                |
| ----------------------------------------- | ---------------- | ---------------------------------------------------- |
| „Balmoral Hotel“                          | 2018             | Rare Americans                                       |
| „Cats, Dogs & Rats“                       | 2018             | Rare Americans                                       |
| „Moss Park“                               | 2018             | Rare Americans                                       |
| „I vs I“                                  | 2018             | Rare Americans                                       |
| „Pay Me Back“                             | 2018             | Rare Americans                                       |
| „Night After Night“                       | 2018             | Rare Americans                                       |
| „Worm Is Gonna Turn“                      | 2018             | Single                                               |
| „Let Go For Love“                         | 2018             | Single                                               |
| „Canoe“                                   | 2018             | Single                                               |
| „Brittle Bones Nicky“                     | 2019             | Rare Americans 2                                     |
| „Ryan and Dave“                           | 2019             | Rare Americans 2                                     |
| „Ryan & Dave (Acoustic)“                  | 2019             | Single                                               |
| „Milk Man“                                | 2019             | Rare Americans 2                                     |
| „Hullabaloo“                              | 2020             | Rare Americans 2                                     |
| „Gas Mask“                                | 2020             | Rare Americans 2                                     |
| „The Moneyz“                              | 2020             | Single                                               |
| „Knives, Guns & Bed“ (feat. Clare Twiddy) | 2021             | Rare Americans 2                                     |
| „Brittle Bones Nicky 2“                   | 2021             | Rare Americans 2                                     |
| „Baggage“                                 | 2021             | Jamesy Boy & The Screw Loose Zoo                     |
| „Mama Bear“                               | 2021             | Jamesy Boy & The Screw Loose Zoo                     |
| „Hey Sunshine“                            | 2021             | Jamesy Boy & The Screw Loose Zoo                     |
| „Rhythm Kitchen“ (feat. D. Smoke)         | 2021             | Jamesy Boy & The Screw Loose Zoo                     |
| „Baby Boy“                                | 2021             | Jamesy Boy & The Screw Loose Zoo                     |
| „Walkin' n Talkin'“                       | 2021             | Jamesy Boy & The Screw Loose Zoo                     |
| „Flashback“                               | 2022             | Single                                               |
| „Love Is All I Bring“                     | 2022             | You're Not a Bad Person, it's Just a Bad World       |
| „Lose My Cool“                            | 2022             | You're Not a Bad Person, it's Just a Bad World       |
| „Moving On“                               | 2022             | You're Not a Bad Person, it's Just a Bad World       |
| „Drawing Swords“                          | 2022             | Single                                               |
| „Tremendous“                              | 2022             | Single                                               |
| „Little White Lies“                       | 2022             | Single                                               |
| „Milk and Honey“                          | 2023             | Searching For Strawberries: The Story of Jongo Bongo |
| „Money!“                                  | 2023             | Searching For Strawberries: The Story of Jongo Bongo |
| „Stay Curious“                            | 2023             | Searching For Strawberries: The Story of Jongo Bongo |
| „2 U's“                                   | 2023             | Searching For Strawberries: The Story of Jongo Bongo |
| „Good Eats“                               | 2023             | Searching For Strawberries: The Story of Jongo Bongo |
| „Northern Lights“                         | 2023             | Searching For Strawberries: The Story of Jongo Bongo |
| „Brothers“                                | 2023             | Searching For Strawberries: The Story of Jongo Bongo |
| „No Troubles"“                            | 2023             | Searching For Strawberries: The Story of Jongo Bongo |
| „Sunday Morning“                          | 2023             | Searching For Strawberries: The Story of Jongo Bongo |
| „Fuck you Elmo“                           | 2023             | Searching For Strawberries: The Story of Jongo Bongo |
| „Moving Beyond“                           | 2023             | Searching For Strawberries: The Story of Jongo Bongo |
| „Odd Ducks“                               | 2023             | Searching For Strawberries: The Story of Jongo Bongo |
| „Kyle and Dave“                           | 2023             | Single                                               |

## Auszeichnungen
| Auszeichnung | Jahr | Ergebnis  |
| ------------ | ---- | --------- |
| Juno Awards  | 2023 | Nominiert |